# Matjaž Kek
Matjaz Kek (nascut el 9 de setembre de 1961) és un exfutbolista eslovè i l'actual entrenado de l'equip nacional d'Eslovènia.

## Trajectòria en clubs
Kek va començar la seva carrera professional com a futbolista a Maribor el 1979, abans de passar al club austríac Spittal/Drau el 1984, on va passar 4 temporades. Després va ser transferit a un altre club austríac, Gak, de la Bundesliga austríaca, on va jugar durant 5 anys. Després d'això va tornar a Maribor, on des de 1995 fins a 1999 va guanyar tres títols de lliga eslovena, abans de retirar-se. Va passar la major part de la seva carrera com a jugador en defensa, sobretot en la posició de defensa central i era conegut per les seves habilitats de lideratge.

## Trajectòria com a entrenador
Després d'acabar la seva carrera com a jugador, Kek va romandre a Maribor, actuant com a ajudant d'entrenador per una temporada, abans de ser nomenat el 2000 entrenador principal. Immediatament va guanyar el títol de Lliga en la temporada 2000-01. Sota la seva direcció l'equip va guanyar la lliga novament el 2003. El 2006 va ser l'entrenador de la selecció eslovena sub-15 i sub-16. El 3 de gener de 2007, Kek va ser nomenat entrenador de la selecció nacional d'Eslovènia, a qui va portar a la classificació per la Copa del Món FIFA 2010 després de vèncer a Rússia en els play-offs.